# Piotr I (biskup wrocławski)
Piotr I (zm. 1111) – biskup wrocławski w latach 1074–1111.
O jego rządach niewiele wiadomo. Na początku pontyfikatu nastąpiła reorganizacja polskich diecezji, którą przeprowadzili legaci papiescy. Związana z nią była reforma uposażenia poszczególnych biskupstw.